# Rhipidoglossum tenuicalcar
Rhipidoglossum tenuicalcar é uma espécie de orquídea, família Orchidaceae, que existe na Etiópia, Quênia e Uganda. Trata-se de planta epífita, monopodial com caule que mede pelo menos vinte centímetros de comprimento e tem folhas alternadas ao longo de todo o caule; cujas pequenas flores tem um igualmente pequeno nectário sob o labelo.

## Publicação e sinônimos
- Rhipidoglossum tenuicalcar (Summerh.) Garay, Bot. Mus. Leafl. 23: 196 (1972).

Sinônimos homotípicos:
- Diaphananthe tenuicalcar Summerh., Bot. Mus. Leafl. 12: 109 (1945).